# Morio Higaonna

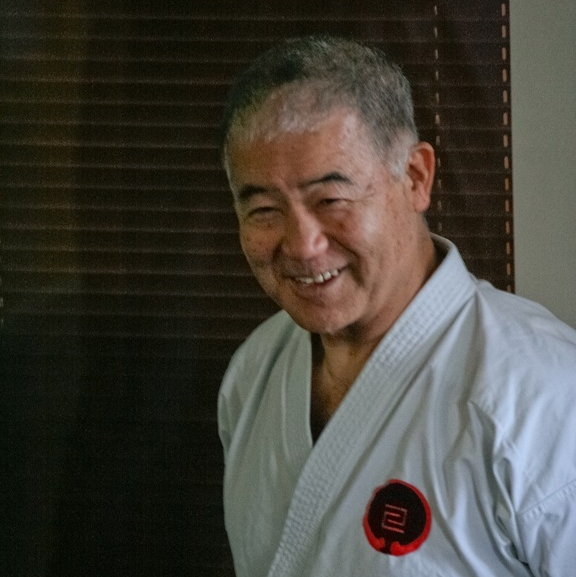

Morio Higaonna (東恩納 盛男 Higaonna Morio, geboren 25 december 1938) is een vooraanstaand prominent Okinawaanse Karateka en de oprichter, en voormalig Chief Instructor, van de Internationale Okinawan Goju-ryu Karate-do Federation IOGKF. Tevens is hij de houder van de hoogste graad in Goju-ryu karate, namelijk de 10e Dan.
Higaonna Sensei is de auteur van verschillende boeken over Goju-Ryu karate, waaronder.
- Traditional Karate-do: Okinawa Goju Ryu (1985)
- The history of Karate: Okinawan Goju Ryu (2001)

Morio Higaonna werd door Donn Draeger, in zijn BBC documentaire The Way of The Warrior, omschreven als "de meest gevaarlijke man in een echt gevecht"

## Vroegere jaren
Geboren op 25 december 1938 in Naha op het Japanse eiland Okinawa begon Higaonna Shorin-ryu karate te studeren op 14-jarige leeftijd samen met zijn vader en zijn vriend Tsunetaka Shimabukuro. Het was deze laatste die Higaonna adviseerde Goju-ryu karate bij Chojun Miyagi's Garden Dojo te volgen. Na het overlijden van Sensei Chojun Miyagi in 1953 nam Ei'ichi Miyazato het stokje over. Ei'ichi Miyazato als nieuwe Sensei van de dojo had An'ichi Miyagi als Sempai (senior student) naast zich staan bij het les geven. Higaonna ziet An'ichi Miyagi als zijn eerste instructeur van het Goju-ryu systeem.

## Volwassen
In 1957 kreeg Higaonna de zwarte band toegekend door Miyazato. In 1960 verhuisde hij naar Tokyo en studeerde hij aan de Takushoku universiteit. Op 30 december van dat jaar werd Higaonna gepromoveerd tot 3e dan tijdens de eerste alle stijlen Dan grading van de Okinawa Karate-do Renmei. Hij werd uitgenodigd les te gaan geven aan de Yoyogo dojo in Tokyo en het was daar waar hij een grote schare van karateka's opbouwde die hem begon te volgen. April 1966 werd hem de 5e Dan toegekend. In januari 1967 ontving hij zijn Menkyo Kaiden waarmee wordt geïmpliceerd dat Higaonna alle facetten en aspecten van Goju-ryu kent en beheerst.
In de jaren zestig begon Sensei Higaonna de hele wereld rond te reizen en bezocht landen waar Goju-ryu geleerd werd. In 1972 werd hij uitgenodigd een demonstratie te geven tijdens de Wereld Karate Kampioenschappen in Parijs. Rond deze tijd groeide zijn reputatie als zijnde een van de sterkste Goju-ryo karateka ter wereld verder uit.

## IOGKF
Morio Higaonna werd door vele aanhangers uitgenodigd om les te geven en zo kwam hij in diverse landen. Na enkele jaren ontstond er een kring van karateka's die zich realiseerden dat, om het traditionele goju-ryu te behouden, een eigen internationale organisatie moest worden opgericht. Met de toestemming van An’ichi Miyagi en vele ander belangrijke Okinawaanse Goju-ryu leraren, wordt in 1979 de International Okinawa Goju-ryu Karate-do Federation (IOGKF) opricht in het Engelse Poole. De IOGKF heeft zich vooral tot doel gesteld het traditionele Goju-Ryu zoals dat door Miyagi Chojun sensei werd onderwezen als Okinawaans cultureel erfgoed te behouden en in zijn meest oorspronkelijke vorm door te geven aan toekomstige generaties karateka. De IOGKF is een trots lid van de Nihon Kobudo Kyokai (Japan Traditional Martial Arts Association). Toen An’ichi Miyagi in 1985 voor enkele jaren naar Tokio ging, ging Morio Higaonna hem achterna. Hij hoopte in Tokio meer studenten te kunnen bereiken, maar de kosten van levensonderhoud waren astronomisch hoog. In 1987 besloot Morio Higaonna, die in 1980 met een Amerikaanse studente getrouwd was, met zijn gezin naar Californië te verhuizen. Hij wilde met de IOGKF meer mensen kunnen bereiken en dat was makkelijker middels het goede Amerikaanse luchtvaartnetwerk. Bovendien was het levensonderhoud een stuk goedkoper. Nadat de IOGKF gegroeid was tot een wereldwijde organisatie met tienduizenden studenten, besloot Morio Higaonna in 2000 dat hij terug moest naar de bakermat: Okinawa. Hij geeft daar nog altijd les.

### IOGKF Nederland
Ook Nederland kent een afdeling van de IOGKF. De IOGKF-Nederland vertegenwoordigt als enige organisatie in Nederland het Okinawa Goju-Ryu Karate-do. Leden van IOGKF-Nederland houden dojos (oefenzalen) in Amsterdam, Brunssum, Geldermalsen, Tiel,Nijmegen ,Wageningen, Lienden, Elst (Utrecht), Rhenen, Nijmegen en Groningen. De chief-instructor voor Nederland is op dit moment Sensei Sydney Leijenhorst, 6e dan.

### De breuk tussen Higaonna en de IOGKF
In 2022 brak Higaonna abrupt met de IOGKF, de organisatie die hij zelf had opgericht. Zowel IOGKF Nederland, als IOGKF International kozen er voor vrijwel niet openbaar over de kwestie te communiceren, waardoor de gebeurtenissen lastig zijn te reconstrueren. Vermoedelijk na een periode van oplopende spanningen binnen de organisatie, waarin discussies over leiderschap en geld een rol speelden, probeerde een factie in een couppoging het bestuur van de IOGKF International af te zetten. Op 21 februari 2023 meldt IOGKF International in een Facebookbericht dat er valse e-mails in omloop zijn waarmee de coupplegers met identiteitsfraude proberen de leden van de bond te beïnvloeden. De coupe mislukt en leidt uiteindelijk tot een afsplitsing van een deel van de bond, inclusief Higaonna, naar een nieuwe organisatie TOGKF: een pijnlijke geschiedenis waarbij dojo's en sensei's wereldwijd gedwongen werden te kiezen waar hun loyaliteit lag. De Nederlandse sensei's kiezen er voor bij de IOGKF te blijven. Meer over deze tragische geschiedenis is te lezen op de hoofdpagina van de IOGKF.

## Erkenning
Higaonna Sensei ontving zijn 10e Dan, toegekend door Sensei An´ichi Miyagi op 5 september 2007. Higaonna Sensei ontving ook een speciaal certificaat van Aragaki Shuichi Sensei en Miyagi An´ichi Sensei (beide directe studenten van de grondlegger van Goju-ry, Chojun Miyagi) waarin Higaonna wordt erkend als student in de lijn van Chojun Miyagi Sensei. Beide Sensei die dit certificaat toekenden voelden dat deze erkenning van belang was voor het voortbestaan van Goju-ryu en de overdracht op volgende generaties.
Na 35 jaar als hoofd van de IOGKF trad Higaonna Sensei, in juli 2012, af om een meer adviserende rol in de organisatie op zich te nemen. Hij droeg de titel van Shuseki Shihan (Chairman and Chief Instructor) over aan zijn meest toegewijde student Sensei Tetsuji Nakamura.
In 2013 ontving Higaonna Sensei een unieke award van de Okinawaanse regering waarin hij werd benoemd tot cultuurschat van het eiland. Hij ontving deze erkenning voor zijn levenswerk, het verspreiden van Okinawan Goju-ryu over de wereld alsmede het behoud van Goju-ryu voor zijn thuisland. Tot op de dag van vandaag legt Higaonna Sensei zichzelf een strikt trainingsregime op en blijft hij de originele kata en trainingsmethodes bestuderen van het Goju-ryu karate. Ook geeft hij nog regelmatig les aan zijn studenten. Wereldwijd wordt Higaonna Sensei erkend als een van de ware karate-meesters.